# 森山裕之
森山 裕之（もりやま ひろゆき、1974年 - ）は日本の編集者。長野県出身。

## 経歴
長野県長野高等学校を経て、1995年獨協大学外国語学部卒業。文芸編集者志望であったが新卒時は出版社に受からず、印刷会社に入社して営業マンとなり、大手出版社の純文学の部署を担当した。当時は、出入りしている出版社の編集者よりも自分の方が絶対に文学のことを思っていると悔しさを抱えていたという。その後フリーライターを経て、2001年に太田出版に入社、『Quick Japan』などサブカルチャー誌の編集を手掛ける。
『Quick Japan』編集者時代に『はねるのトびら』などお笑いの特集を多く組んでいたことが縁になって、2008年によしもとクリエイティブ・エージェンシーに移籍。『マンスリーよしもと』の編集長となり、『マンスリーよしもとPLUS』へのリニューアルを経た後も引き続き編集長を務める。又吉直樹の文才にいち早く目を付け、「東京百景」の連載をもたせた。ヨシモトブックス編集発行人、代表取締役、よしもとクリエイティブ・エージェンシー執行役員を経て退社し、2016年に出版社「スタンド・ブックス」を設立。『文化系トークラジオ Life』ではサブパーソナリティも担当。
2020年、『Quick Japan』のウェブメディア『QJWeb（クイック・ジャパン ウェブ）』が開始、創刊編集長を務める。2023年10月からは太田出版の代表取締役社長に就任した。

## 略歴
- 2001年 『Quick Japan』（太田出版）編集
- 2004年 『Quick Japan』編集長
- 2007年 『dankaiパンチ』（飛鳥新社）副編集長
- 2008年 『マンスリーよしもとPLUS』（よしもとクリエイティブ・エージェンシー）編集長
- 2016年　株式会社スタンド・ブックス設立
- 2020年 『QJWeb（クイック・ジャパン ウェブ）』編集長
- 2023年　株式会社太田出版 代表取締役社長に就任